# Горец топотун
Горе́ц топоту́н, или горец известняко́вый, споры́ш известняковый (лат. Polýgonum calcátum), — однолетнее травянистое растение, относящееся к роду Горец (Polygonum) семейства Гречишные (Polygonaceae). В настоящее время либо считается самостоятельным видом, либо принимается в качестве подвида горца полевого (Polygonum arenastrum) — Polygonum arenastrum subsp. calcatum, либо не выделяется в его пределах, считаясь синонимом.

## Ботаническое описание
Однолетнее травянистое растение. Стебель от основания разветвлённый на множество одинаковых ветвей, ветви лежачие до восходящих.
Листья все очерёдные, 0,5—1,5 см длиной, продолговато-эллиптические, жёлто-зелёные, у верхушки внезапно суженные, от основания к верхней части ветвей слабо и постепенно уменьшаются в размерах. Раструбы 3—5 мм длиной, рыжеватые.
Цветки в пазухах листьев, в пучках по 3—6. Околоцветник обыкновенно беловатый, рассечённый на ½ длины или немного сильнее, при плодах 1,5—2,5 мм длиной.
Плоды — орешки, скрытые в неопадающих листочках околоцветника; сами плоды 1,2—2,2 мм длиной, чёрные, блестящие, на гранях без морщинок.

## Распространение
Широко распространённое растение от Западной Европы до Дальнего Востока. Изредка встречается в качестве сорного в посевах от южной тайги до широколиственных лесов.

## Таксономия

### Синонимы
- Polygonum acetosellum Klokov, 1927
- Polygonum aviculare subsp. calcatum (Lindm.) Thell., 1913
- Polygonum aviculare var. calcatum (Lindm.) Hyl., 1945
- Polygonum calcatum Lindm., 1904basionym